# Helen Reddy
Helen Maxine Lamond Reddy (Melbourne, Victoria; 25 de octubre de 1941 - Los Ángeles, California; 29 de septiembre de 2020) fue una actriz y cantante pop australiano-estadounidense.
Reddy fue exitosa como cantante en la década de 1970 con diversos éxitos, incluyendo tres primeros lugares en las listas de popularidad estadounidenses. Vendió más de 15 millones de álbumes y 10 millones de sencillos y fue la primera cantante australiana en hacerse merecedora del premio Grammy. En 1974 se convirtió en ciudadana estadounidense a través de la naturalización, pero habitualmente vivía en Sídney, Australia.
Helen trabajó como hipnoterapista clínica en Sídney y fue jefa de la Australian Society of Clinical Hypnotherapists.
El 6 de agosto de 2015 la familia de Reddy emitió un comunicado confirmando que se había retirado de las actuaciones en vivo y que vivía en una residencia de ancianos, pero negaron que sufriera de demencia.

## Primeros años
De ascendencia irlandesa, escocesa e inglesa, Reddy nació en una familia acomodada en el ámbito de los negocios del espectáculo. Sus padres fueron intérpretes muy conocidos del género vodevil en Australia: su madre Stella Lamond (1909-1973), cantante y actriz y, su padre (1914), el escritor y comediante Max Reddy. 
Su madre actuó en el Teatro Majestic de Sídney y fue más conocida como miembro regular del elenco de los programas de televisión Homicide (1964), Bellbird (1967) y Country Town (1971). 
Su hermana mayor Toni Lamond (1932-) también es cantante y actriz,  y su sobrino también es cantante y actor: Tony Sheldon.
Reddy nació durante la Segunda Guerra Mundial. Su padre era sargento del ejército australiano en una unidad de artistas y servía en Nueva Guinea con uno de sus amigos actores, Peter Finch, en el momento del nacimiento de Reddy.  Su padre regresó al servicio durante la Guerra de Corea.
A los cuatro años, Reddy se unió a sus padres en el circuito australiano de vodevil, cantando y bailando. A los 12 años, debido a las constantes giras nacionales de sus padres y a sus discusiones, Reddy se fue a vivir con su tía paterna, Helen «Nell» Reddy, «quien era su modelo a seguir»; como tía, «le dio a su sobrina estabilidad, moralidad y fuerza» para su futura carrera como cantante que motivó a las mujeres. La rebelión adolescente de la joven Helen en favor de la vida doméstica se manifestó en su matrimonio con Kenneth Claude Weate, un músico considerablemente mayor y amigo de la familia; se produjo el divorcio y, para mantenerse como madre soltera de su hija Traci, reanudó su carrera artística, concentrándose en el canto, ya que los problemas de salud le impedían bailar (le extirparon un riñón a los 17 años). Cantó en radio y televisión, y finalmente ganó un concurso de talentos en el programa de televisión de música pop australiana Bandstand ; el premio aparentemente era un viaje a la ciudad de Nueva York para grabar un sencillo para Mercury Records. Después de llegar a Nueva York en 1966, Mercury le informó que su premio era solo la oportunidad de "audicionar" para el sello y que Mercury consideró que el material de Bandstand constituía su audición, que se consideró infructuosa. A pesar de tener sólo US$200 (equivalente a $1878 en 2023) y un boleto de regreso a Australia, decidió quedarse en Estados Unidos con Traci, de tres años, y seguir una carrera como cantante.

## Carrera musical
Veintisiete sellos discográficos la rechazaron antes de firmar contrato con la Capitol Records en 1970.

### 1966–1968: Inicios de su carrera
Reddy recordó su aparición en 1966 en el Three Rivers Inn de Syracuse, Nueva York: "Había como doce personas en el público", como un ejemplo típico de su temprana carrera artística en Estados Unidos. Su falta de permiso de trabajo le dificultó obtener trabajos como cantante y se vio obligada a realizar viajes a Canadá, donde no se requerían permisos de trabajo para ciudadanos de países de la Commonwealth. En 1968, Martin St. James, un hipnotizador escénico australiano que había conocido en la ciudad de Nueva York, le organizó a Reddy una fiesta con un precio de entrada de US$5 (equivalente a $43,81 en 2023) para ayudar a Reddy, a la que le quedaban sus últimos US$12 (equivalente a $105,14 en 2023)  para pagar el alquiler. En esta ocasión, Reddy conoció a su futuro manager y esposo, Jeff Wald, un secretario de 22 años de la Agencia William Morris que se coló en la fiesta. Reddy le dijo a People en 1975: "[Wald] no pagó los cinco dólares, pero fue amor a primera vista".
Wald recordó que Reddy y él se casaron tres días después de conocerse y, junto con su hija Traci, la pareja se instaló en el Hotel Albert en Greenwich Village. Reddy declaró más tarde que se casó con Wald "por desesperación, por su derecho a trabajar y vivir en Estados Unidos".
Según la revista New York Magazine, Wald fue despedido de William Morris poco después de conocer a Reddy y "Helen los mantuvo durante seis meses haciendo trabajos a $35 por noche en hospitales y organizaciones benéficas. Estaban tan pobres que se escaparon de una habitación de hotel llevando su ropa en bolsas de papel". Reddy recordó: "Cuando comíamos, comíamos espaguetis y gastábamos el poco dinero que teníamos en espray para cucarachas". Dejaron la ciudad de Nueva York para ir a Chicago, donde Wald consiguió un trabajo como coordinador de talentos en Mister Kelly's. Mientras estaba en Chicago, Reddy ganó reputación cantando en salones locales, incluido Mister Kelly's, y en 1968 consiguió un contrato con Fontana Records, una división de Mercury Records, un sello importante con sede en Chicago. Su primer sencillo, "One Way Ticket", en Fontana no fue un éxito estadounidense, pero sí le dio a Reddy su primera aparición en una lista, ya que alcanzó el puesto número 83 en su natal Australia.

### 1969–1975: La era de "I am Woman" y el estrellato
En menos de un año, Wald trasladó a Reddy y Traci a Los Ángeles, donde fue contratado por Capitol Records, el sello bajo el cual Reddy alcanzaría el estrellato; sin embargo, Wald fue contratado y despedido el mismo día. Al mismo tiempo, en 1969, Reddy se matriculó en la Universidad de California en Los Ángeles para estudiar psicología y filosofía a tiempo parcial.
Reddy se frustró al ver que Wald triunfaba representando a artistas como Deep Purple y Tiny Tim sin hacer ningún esfuerzo evidente por promocionarla. Tras 18 meses de inactividad, Reddy le dio un ultimátum: «O revitalizaba su carrera o se iba... Jeff se dedicó por completo a su nueva carrera como el Sr. Helen Reddy. Cinco meses de llamadas telefónicas al ejecutivo de Capitol Records, Artie Mogull, finalmente dieron sus frutos; Mogull accedió a que Helen grabara un sencillo si Jeff prometía no llamarlo durante un mes. Grabó « I Believe in Music », escrita por Mac Davis, con una versión de « I Don't Know How to Love Him », de Jesucristo Superstar, de Tim Rice y Andrew Lloyd Webber. La cara A no fue muy buena, pero entonces algunos DJ canadienses le dieron la vuelta al disco y se convirtió en un éxito (número 13 en junio de 1971), y Helen Reddy estaba en camino».
El estrellato de Reddy se consolidó cuando su sencillo "I Am Woman" alcanzó el número uno en el Billboard Hot 100 en diciembre de 1972. Reddy atribuyó el impulso para escribir "I Am Woman" y su conocimiento temprano del movimiento de mujeres a la crítica de rock australiana expatriada y feminista pionera Lillian Roxon. Reddy es citada en The Billboard Book of Number One Hits de Fred Bronson diciendo que estaba buscando canciones para grabar que reflejaran la imagen positiva que había obtenido al unirse al movimiento de mujeres, pero no pudo encontrar ninguna, así que "me di cuenta de que la canción que estaba buscando no existía, y que iba a tener que escribirla yo misma".
Incapaz de encontrar una canción que expresara su orgullo de ser mujer, Reddy escribió la letra y le pidió a Ray Burton (guitarrista de la banda australiana The Executives, entonces radicada en Los Ángeles) que escribiera la música.
"I Am Woman" apareció por primera vez en su álbum debut I Don't Know How to Love Him, lanzado en mayo de 1971.
No fue hasta que la canción se incluyó en los créditos iniciales de la película "Stand Up and Be Counted" (protagonizada por Jacqueline Bisset en la que interpreta a una reportera que regresa a su pueblo natal para escribir un artículo sobre el progreso de la liberación de la mujer, y al llegar, se sorprende al ver que su hermana y su madre están totalmente de acuerdo con los argumentos feministas) que Capitol Records la lanzó en 1972 como sencillo por si la película triunfaba. La película no lo hizo, y "I Am Woman" fue un éxito inesperado: entró en las listas de Billboard en un modesto puesto 99, desapareció por completo durante dos meses y luego, inesperadamente, volvió a entrar en las listas y pasó tres meses enteros acercándose al primer puesto.
Las oyentes femeninas pronto adoptaron la canción como himno y comenzaron a solicitarla en masa en sus estaciones de radio locales, lo que resultó en su reingreso a las listas en septiembre y su eventual llegada a número uno. "I Am Woman" le valió a Reddy un premio Grammy a la Mejor Interpretación Vocal Pop Femenina. En la ceremonia de entrega de premios, Reddy concluyó su discurso de aceptación agradeciendo a Dios "porque Ella hace todo posible". El éxito de "I Am Woman" convirtió a Reddy en la primera cantante australiana en encabezar las listas de éxitos de Estados Unidos. En 2025, la Biblioteca del Congreso seleccionó «I Am Woman» para su inclusión como sencillo en el National Recording Registry (Registro Nacional de Grabaciones) diciendo "Un movimiento necesita un himno. Y eso es exactamente lo que Helen Reddy, sin saberlo, entregó a las mujeres con su contundente y perdurable hit de 1972".
Tres décadas después de su Grammy, Reddy habló sobre el estatus icónico de la canción: "Creo que llegó en el momento justo. Me había involucrado en el movimiento feminista, y había muchas canciones en la radio sobre ser débil, ser delicada y cosas así. Todas las mujeres de mi familia eran mujeres fuertes. Trabajaban. Sobrevivieron la Depresión y una guerra mundial, y simplemente eran mujeres fuertes. Desde luego, yo no me consideraba delicada", dijo.
Durante los cinco años siguientes a su primer éxito, Reddy tuvo más de una docena de éxitos entre los 40 primeros de Estados Unidos, incluidos dos éxitos número uno más. Estas canciones incluyeron "Peaceful" de Kenny Rankin (número 12), la balada country de Alex Harvey "Delta Dawn" (número uno), "Leave Me Alone (Ruby Red Dress)" de Linda Laurie (número tres), "Keep on Singing" de Danny Janssen y Bobby Hart (número 15), "You and Me Against the World" de Paul Williams (con su hija Traci recitando estrofas) (número 9), "Angie Baby" de Alan O'Day (número uno), "Emotion" de Véronique Sanson y Patti Dahlstrom (número 22), "Ain't No Way to Treat a Lady" de Harriet Schock (número ocho) y "Somewhere in the Night" escrita por Richard Kerr y Will Jennings (número 19). También tuvo dos sencillos número uno en Australia, mientras que "Angie Baby" fue su único éxito entre los 40 primeros en el Reino Unido.

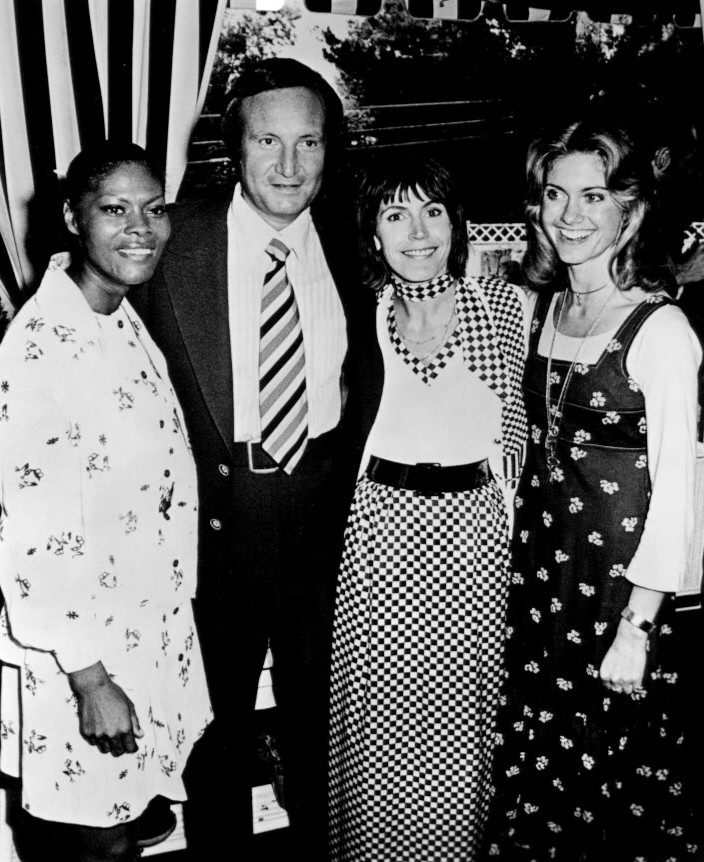
De izquierda a derecha: Dionne Warwick, Don Kirshner, Reddy y Olivia Newton-John en 1974

El 23 de julio de 1974, Reddy recibió una estrella, ubicada en 1750 Vine Street, en el Paseo de la Fama de Hollywood por su trabajo en la industria de la música. 
En agosto-septiembre de 1974, Reddy, junto con Rolf Harris y muchos otros artistas e intérpretes, actuó en la Expo '74 en Spokane, Washington. El martes 24 de septiembre, Australia celebró el "día nacional", con Reddy cantando el himno nacional.
A finales de 1975, Reddy realizó una gira por el este de Asia, Australia y Nueva Zelanda y recopiló 16 discos de oro, incluidos 6 discos de oro en Australia y 6 discos de oro en Nueva Zelanda.
En el apogeo de su fama, a mediados de los años 1970, Reddy fue cabeza de cartel, con un coro completo de coristas y bailarines para multitudes que llenaban Las Vegas Strip. Entre sus actos de apertura estaban Joan Rivers, David Letterman, Bill Cosby y Barry Manilow. En 1976, Reddy grabó la canción de los Beatles "The Fool on the Hill" para el documental musical All This and World War II.
Reddy también fue fundamental al apoyar la carrera de su amiga Olivia Newton-John, alentándola a mudarse de Inglaterra a los Estados Unidos a principios de la década de 1970, lo que le brindó oportunidades profesionales que no existían en el Reino Unido. En una cena en la casa de Reddy, Newton-John conoció al productor Allan Carr, quien le ofreció el papel protagónico en la exitosa versión cinematográfica del musical Grease.

### 1976–1990: Declive de su carrera
Reddy tuvo más éxito en la lista Easy Listening, anotando ocho éxitos número uno allí en un período de tres años, desde "Delta Dawn" en 1973 hasta "I Can't Hear You No More" en 1976. Sin embargo, la última canción evidenció una fuerte caída en la popularidad de Reddy, con un pico en el puesto número 29 en el Billboard Hot 100. La nueva versión de 1977 de Reddy del éxito de 1964 de Cilla Black "You're My World" indicó un potencial regreso, con un pico en el puesto número 18, pero esta canción, coproducida por Kim Fowley, demostraría ser el último éxito top 40 de Reddy. Su álbum original, Ear Candy, el décimo álbum de Reddy, se convirtió en su primer álbum en no alcanzar al menos el estatus de oro desde su segundo lanzamiento de disco de larga duración, Helen Reddy de 1972.
En 1978, Reddy cantó como corista en el álbum en solitario de Gene Simmons en la canción "True Confessions". Ese año también se lanzó el único álbum en vivo de Reddy, Live in London , grabado en el London Palladium.
De los ocho sencillos posteriores lanzados por Reddy en Capitol, cinco llegaron al top 50 de Easy Listening, incluido "Candle on the Water", de la película de Disney de 1977 Pete's Dragon (protagonizada por Reddy). Solo tres se clasificaron en el Billboard Hot 100: "The Happy Girls" (número 57), la continuación de "You're My World", y además de "I Am Woman", el único tema de Reddy en la lista que ella coescribió, y las pistas de disco "Ready or Not" (número 73) y "Make Love to Me" (número 60), esta última una versión de un éxito australiano de Kelly Marie, que le dio a Reddy un puesto solitario en la lista de R&B en el número 59. Reddy también llegó al número 98 en la lista Country con "Laissez les bon Temps Rouler", la cara B de "The Happy Girls".
Sin el impulso de ningún gran éxito, los cuatro álbumes de Capitol lanzados por Reddy posteriores a Ear Candy no lograron entrar en las listas. En 1981, dijo: «Firmé [con Capitol] hace diez años... Y cuando estás en una empresa tanto tiempo, tiendes a que te den por supuesto. Durante los últimos tres años, no sentí su apoyo».
En mayo de 1981 se lanzó Play Me Out, el álbum debut de Reddy para MCA Records, que, según ella, "me había hecho una propuesta que [Reddy y Wald] no podíamos rechazar"; "comparamos y sentimos el mayor entusiasmo en MCA".  La nueva afiliación de Reddy a un sello discográfico solo daría como resultado un éxito menor; su nueva versión del éxito country de Becky Hobbs de 1979, "I Can't Say Goodbye to You", la devolvió por última vez al Billboard Hot 100 en el puesto número 88; también devolvió a Reddy a las listas de éxitos en el Reino Unido e Irlanda (su único éxito anterior en ambos fue "Angie Baby"). Su actuación en Top of the Pops el 14 de noviembre de 1981 llevó a "I Can't Say Goodbye to You" al top 50 del Reino Unido; la canción no subiría más allá del puesto 43, pero en Irlanda alcanzó el puesto 16, lo que le dio a Reddy su último puesto alto en una lista nacional importante. MCA lanzó un álbum más de Reddy, Imagination, en 1983; resultaría ser el último lanzamiento de Reddy como artista discográfico de carrera.
El fallido Imagination se estrenó justo después de que Reddy se divorciara de Wald, a cuya supuesta interferencia posterior en su carrera culpó del declive de su perfil a mediados de los 80: «Varios de mis contratos artísticos fueron cancelados, y un promotor me dijo que no podía contratarme por si alguien 'lo perseguía con una escopeta'». Reddy afirmó que, en efecto, la expulsaron de sus áreas de actuación habituales, lo que la llevó a seguir una carrera en el teatro, donde Wald no tuvo una influencia significativa.

### Década de 1990–2000: Grabaciones posteriores
En 1990, Reddy lanzó Feel So Young en su propio sello. –  un álbum que incluye remakes de sus favoritos del repertorio. Mientras tanto, su única grabación en el ínterin había sido el maxisingle de 1987 "Mysterious Kind", en el que Reddy había apoyado vocalmente a Jessica Williams. El lanzamiento de Center Stage en 1997 fue un álbum de melodías de espectáculos que Reddy grabó para Varèse Sarabande; la canción "Surrender" – originario de Sunset Boulevard – fue remezclado para su lanzamiento como un maxisingle bailable. El último álbum de Reddy fue el lanzamiento de la temporada de 2000 The Best Christmas Ever. En abril de 2015, Reddy lanzó una versión de "All You Need Is Love" de los Beatles para el álbum Keep Calm and Salute The Beatles en el sello Purple Pyramid.

### 2002–2010: Jubilación
Reddy anunció su retirada de los escenarios en 2002, dando su actuación de despedida con la Orquesta Sinfónica de Edmonton. Ese mismo año, se mudó de su antigua residencia en Santa Mónica, California, a su natal Australia para pasar tiempo con su familia, viviendo primero en la Isla Norfolk antes de establecerse en Sídney.
Reddy también obtuvo un título en hipnoterapia clínica y programación neurolingüística. Fue una hipnoterapeuta clínica en ejercicio y patrocinadora de la Sociedad Australiana de Hipnoterapeutas Clínicos.
En una ceremonia en agosto de 2006, Reddy fue incluida en el Salón de la Fama de la Asociación de la Industria Discográfica Australiana (ARIA) por la actriz y cantante Toni Collette, quien describió su canción, "I Am Woman", como "atemporal". La canción fue interpretada por su compatriota australiana, Vanessa Amorosi.
En abril de 2008, se informó que Reddy vivía "simple y frugalmente de regalías de canciones, fondos de pensiones y seguridad social... [alquilando] un apartamento en el piso 13 con una vista de 180° del puerto de Sídney ". Su apartamento había sido tasado recientemente, lo que le preocupaba a Reddy sobre su futura asequibilidad; sin embargo, el propietario, residente en Nueva York, supo la identidad de su inquilina y le escribió: «No tenía ni idea de que era Helen Reddy quien vivía en mi apartamento. Por lo que has hecho por millones de mujeres en todo el mundo, no venderé ni subiré tu alquiler. Espero que seas muy feliz viviendo allí durante muchos años».
Durante varios años, Reddy sostuvo que no volvería al escenario. En 2008, declaró: "Eso no va a suceder. Ya lo he superado", y explicó que su voz se había vuelto más grave y que no estaba segura de poder cantar algunos de sus éxitos. También dijo que simplemente había perdido el interés en actuar, diciendo que "tengo intereses muy amplios". En 2011 fue entrevistada por la televisión australiana y dijo que estaba muy feliz de haberse retirado del mundo del espectáculo.

### 2011–2020: Breve regreso a los conciertos
En 2011, Reddy decidió volver a actuar después de sentirse animada por la cálida recepción que recibió cuando cantó en la fiesta del 80 cumpleaños de su hermana. "No había escuchado mi voz en 10 años, y cuando la oí por el altavoz, pensé: 'Oh, no está mal. Quizás debería hacerlo de nuevo'", explicó Reddy en 2013.
Tener más control sobre sus actuaciones también le atrajo a Reddy, quien dijo: "Tengo más libertad de acción con las canciones que elijo cantar. No estoy atada a lo que quiere la discográfica". Explicó: "Una de las razones por las que vuelvo a cantar es porque no estoy cantando los grandes éxitos. Estoy cantando las canciones que siempre me encantaron. Muchas son cortes de álbumes que nunca se transmitieron, y son canciones hermosas". También interpretó muchas de sus canciones más conocidas, incluyendo "Angie Baby", "You and Me Against the World", un popurrí de "Delta Dawn"/"Ain't No Way to Treat a Lady", y "I Am Woman", argumentando que el público "viene a escucharla".
Ella dijo que se negó a cantar "Leave Me Alone (Ruby Red Dress)" porque no le gustaba la monotonía del coro repetido. "Había un concurso en la radio donde podías ganar dos entradas gratis para el programa de Helen Reddy si decías cuántas veces cantaba "Déjame en paz". Creo que fueron unas 42 veces", dijo.
Reddy apareció en el centro de Los Ángeles en la Marcha de Mujeres de 2017 el 21 de enero. La marcha por los derechos y la unidad de las mujeres tras la investidura de Donald Trump reunió a 750 000 personas. Reddy fue presentada por la actriz Jamie Lee Curtis y cantó una versión a capela de "I Am Woman".
En agosto de 2015, fuentes anónimas revelaron que a Reddy le habían diagnosticado demencia y la habían trasladado al Centro Samuel Goldwyn del Motion Picture and Television Fund, donde recibía cuidados de sus familiares y amigos.

## Cine y teatro
En 1974 interpretó el personaje de la hermana Ruth en la película Aeropuerto 1975; en ella canta una versión acústica de su tema original Best friend para confortar a Linda Blair y a su madre Bárbara Bel Geddes. En 1977 protagonizó la película musical de la Disney Pedro y el Dragón Elliot, en el papel de Nora. Por esta película, la canción Candle on the water (Faro sobre el agua) que interpretó fue nominada al Oscar a la mejor canción original.

## Vida personal

### Servicio político, ciudadanía
Reddy se naturalizó ciudadana estadounidense en 1974, y tras la ceremonia declaró: «Me apetece tomar una taza de té y llorar un buen rato». Posteriormente, recuperó su ciudadanía australiana, cuando se le presentó la oportunidad de mantener la doble nacionalidad estadounidense y australiana. 
Reddy participó activamente en los asuntos comunitarios:
- En la década de 1970, ayudó a recaudar millones de dólares para candidatos políticos demócratas.
- En julio de 1977, el gobernador de California , Jerry Brown, nombró a Reddy para la comisión de nueve miembros que supervisa el Departamento de Parques y Recreación de California. Su nominación fue aprobada por unanimidad.[45] Formó parte de la comisión hasta 1980.

### Familia
Tres de los antepasados de Reddy abandonaron Irlanda y fueron a Canadá, Australia y Nueva Zelanda. Una prima lejana, la exgobernadora general de Nueva Zelanda Patsy Reddy, desciende de su antepasado mutuo de Nueva Zelanda.
A los 20 años, Reddy se casó con Kenneth Claude Weate, un músico mayor y amigo de la familia con quien, según ella, se casó para desafiar a sus padres, quienes deseaban que los siguiera en el mundo del espectáculo. En 1966 la pareja se separó poco después del nacimiento de su hija, Traci.
En 1968, se casó con Jeff Wald, nativo del Bronx. Se convirtió al judaísmo antes de casarse con Wald, con quien tuvo un hijo, Jordan,  nacido en 1972.
Un homenaje en la contraportada de su álbum de 1974 Love Song for Jeffrey dice: "En memoria de mi madre, Stella Lamond Reddy, julio de 1973, mi padre, Max Reddy, septiembre de 1973, y mi querida tía, Helen Reddy Sr., enero de 1974".
En una entrevista de People de 1975, Reddy admitió que su relación con su entonces esposo y representante Wald era volátil, y que la pareja tenía "enormes y sanas peleas", pero que ella le debía su éxito (entonces era la vocalista femenina con mayores ventas del mundo durante dos años consecutivos) a Wald: "Él lo maneja todo. Naturalmente, cuando llega el momento de la actuación tengo que entregar —Pero todo lo demás es suyo. No es mi carrera; es nuestra carrera. 
El 2 de enero de 1981, Reddy y Wald se habían separado y él se había mudado a un centro de tratamiento en Beverly Hills para superar una adicción a la cocaína de ocho años, un hábito que le costaba 100 000 dólares estadounidenses al año. Posteriormente, Reddy solicitó el divorcio, pero retiró su petición al día siguiente de presentarla, declarando: "Después de 13 años de matrimonio, una separación de uno "El mes es demasiado corto para tomar una decisión." En 1982, después de encontrar evidencia del continuo abuso de sustancias por parte de Wald, Reddy nuevamente se separó de él e inició los procedimientos de divorcio, que esta vez se concretaron en enero de 1983. Acordaron la custodia compartida de su hijo Jordan, pero luego se vieron envueltos en una batalla judicial después de que ambos solicitaran la custodia exclusiva. Su hijo más tarde cambió su apellido a Sommers y se convirtió en su asistente. 
En junio de 1983, se casó con Milton Ruth, baterista de su banda; la pareja se divorció en 1995.

### Muerte
Reddy murió en el Motion Picture & Television Country House and Hospital de Los Ángeles el 29 de septiembre de 2020, a la edad de 78 años. Sufrió la enfermedad de Addison (Insuficiencia Suprarrenal) y demencia en sus últimos años. No se indicó la causa de la muerte. 
Su segundo esposo y antiguo manager Jeff Wald murió el 23 de noviembre de 2021 a los 77 años.

## Discografía

### Álbumes
En estudio
- Helen Reddy (1971)
- I don't know how to love him (1972)
- I am woman (1972)
- Long hard climb (1973)
- Love Song for Jeffrey (1974)
- Free and Easy (1974)
- No Way to Treat a Lady (1975)
- Music, Music (1976)
- Ear Candy (1977)
- We'll Sing in the Sunshine (1978)
- Reddy (1980)
- Take what you find (1981)
- Play me out (1982)
- Imagination (1983)
- Feel So Young (1990)
- Center Stage (1998)
- The Best Christmas Ever (2000)

Álbumes compilatorios
- Helen Reddy's Greatest Hits (1975)
- I Am Woman: The Essential Helen Reddy Collection (1998)
- The Woman I Am: The Definitive Collection (2006)
- Rarities from the Capitol Vaults (2009)

## Películas
En 2019 se lanzó la película sobre Reddy titulada I Am Woman, en la que Reddy es interpretada por Tilda Cobham-Hervey.